# Potez 65
Le Potez 65 est un bimoteur de transport de troupes conçu par la société des avions Henry Potez à partir du Potez 621 civil.
Il répond au programme de 1934 modifié en 1935.
Le prototype a réalisé son premier vol probablement le 2 juin 1936 (sources discordantes).

## Description
Extérieurement, le Potez 65 est identique au Potez 621 si ce n’est le remplacement de la porte d’accès par une large porte cargo et des capotages moteurs moins anguleux bien que la motorisation soit identique.  Le Potez 65 peut aussi être équipé de lance-bombes, qui sont surtout utilisés pour le transport de tubes gaines permettant le largage de matériel lourd.
L’aménagement intérieur est évidemment plus spartiate, mais le système de conditionnement d’air est conservé, ce qui est remarquable pour un appareil militaire.
Dans le compartiment de servitude, les installations de TSF et de visée remplacent l’équipement du barman.
La cabine peut être utilisée indifféremment pour le transport de troupes (14 sièges), de matériel (1 650 kg de fret) ou l’évacuation sanitaire (4 brancards).  Elle comporte un lavabo, des WC, une armoire à pharmacie, une réserve d’eau et un coffre à armement destiné à l’autodéfense de l’équipage.  Au niveau de la porte cargo, un mât de manutention permet le chargement d’un moteur en parfaite autonomie permettant ainsi des missions de dépannage en campagne.

## Histoire
Les 15 Potez 65 construits sont affectés majoritairement aux Groupes d’Infanterie de l’Air GIA 601 de Reims et GIA 602 d’Alger Maison-Blanche.  Deux appareils sont réservés au transport ministériel jusqu’en 1939 et un autre au CIP (Centre d’Instruction au Parachutisme) d’Avignon-Pujaut.
De 1937 à 1940, ces avions permettent de nombreux sauts en parachute, individuels et collectifs, rapportant plusieurs records du monde (notamment de saut à ouverture retardée) à la France.  En outre, les militaires français parviennent à mettre au point une technique permettant au fantassin de sauter avec son armement individuel sans dommage à l’atterrissage, et de synchroniser le largage de matériel lourd (y compris le canon de 37 mm) dans des tubes-gaines largables.
À la déclaration de guerre, les Potez 650 sont essentiellement basés à Alger et rejoignent Istres en octobre 1939. Après plusieurs projets de mission avortés (dont une sur les Pays-Bas), les GIA ne seront jamais utilisés de manière opérationnelle et sont dissous en juillet 1940. Les Potez 650 sont affectés par la Commission d'armistice à des groupes de transport en Algérie et en Syrie. Utilisés par le Groupe de Transport GT II/15, ils rendent de grands services au cours de la campagne de Syrie.
Un exemplaire est mis en œuvre par l'Escadrille blanche de l'aviation militaire roumaine où il effectue des évacuations sanitaires aériennes entre 1940 et 1941.
Ils sont progressivement remplacés par des appareils plus modernes. Le dernier vol enregistré d’un Potez 65 date du 18 juillet 1945.

## Versions
- Potez 65TT: désignation d'origine ou générique
- Potez 650 : équipé de moteurs Hispano-Suiza et destiné à l'Armée de l'air (15 exemplaires construits).
- Potez 651 : équipé de moteurs en étoile Gnome et Rhône 14 K et destiné à la Roumanie (5 exemplaires construits).